# Unité urbaine de Saint-Pierre-d'Oléron
L'unité urbaine de Saint-Pierre-d'Oléron est une unité urbaine française constituée par la ville isolée de Saint-Pierre-d'Oléron, centre urbain principal de l'île d'Oléron qui est située sur la côte ouest de la Charente-Maritime.

## L'unité urbaine de Saint-Pierre-d'Oléron depuis le zonage de 2020
En 2020, l'INSEE a procédé à une révision des périmètres urbains des unités urbaines de la France ; celle de  Saint-Pierre-d'Oléron n'a pas subi de modification. Elle reste une "ville isolée" selon la nomenclature de l'Insee.
En 2021, elle se classe au 10e rang des unités urbaines de la Charente-Maritime étant dépassée par l'unité urbaine de Surgères.
Dans l'île d'Oléron, elle occupe toujours le premier rang des villes.
En 2010, selon l'INSEE, l'unité urbaine de Saint-Pierre-d'Oléron avait le statut de ville isolée. 
En 2010, avec 6 687 habitants, elle constituait la 9e unité urbaine de Charente-Maritime, se classant après Saujon (8e rang départemental) et avant Surgères (10e rang départemental).
Dans la région Poitou-Charentes, elle occupait le 21e rang régional après l'unité urbaine de Chauvigny (20e rang régional) et avant l'unité urbaine de Surgères (22e rang départemental). Elle faisait partie des 32 unités urbaines de plus de 5 000 habitants de Poitou-Charentes selon les données du recensement de 2010.

## Délimitation de l'unité urbaine de 2010
Unité urbaine de Saint-Pierre-d'Oléron dans la délimitation de 2010 et population municipale de 2007 et de 2010.
| Ville isolée          | Superficie | Population 2010 | Densité de population 2010 | Population 2007 | Densité de population 2007 |
| --------------------- | ---------- | --------------- | -------------------------- | --------------- | -------------------------- |
| Saint-Pierre-d'Oléron | 40,55 km²  | 6 687           | 165 hab/km²                | 6 204           | 153 hab/km²                |

## Évolution de l'unité urbaine de Saint-Pierre-d'Oléron depuis 1982
Ce n'est qu'en 1982 que Saint-Pierre-d'Oléron a été catégorisée comme commune urbaine. À cette date, elle comptait 4 782 habitants; ce qui la classait au 11e rang départemental après La Rochelle, Rochefort, Royan, Saintes, Saint-Jean-d'Angély, La Tremblade, Marennes, Surgères, Jonzac  et Pons, mais avant Saujon. 
En 1999, l'unité urbaine de Saint-Pierre-d'Oléron qui a déjà franchi les 5 000 habitants dès le recensement de 19990, compte 5 944 habitants et occupe le 9e rang en Charente-Maritime grâce à une croissance démographique remarquable et soutenue.
Avec 6 687 habitants en 2010, elle demeure la 9e unité urbaine de Charente-Maritime et elle occupe la 21e place régionale en Poitou-Charentes.

## Évolution démographique
| 1975  | 1982  | 1990  | 1999  | 2007  | 2010  |
| ----- | ----- | ----- | ----- | ----- | ----- |
| 4 604 | 4 782 | 5 365 | 5 944 | 6 204 | 6 687 |

Histogramme

(élaboration graphique par Wikipédia)

## Sources et références
1. ↑  Composition communale de l'unité urbaine de Saint-Pierre-d'Oléron selon le zonage de 2010